# Martin Sjardijn
M.H. (Martin) Sjardijn (Den Haag, 1947) is een Nederlands beeldend kunstenaar.

## Levensloop
Martin Sjardijn volgde van 1966 tot 1968 de Vrije Academie te Den Haag. Van 1968 tot 1973 studeerde hij aan de Koninklijke Academie van Beeldende Kunsten te Den Haag en van 1978 tot 1981 studeerde hij cultuurwetenschappen aan de Open Universiteit. In 1978 richtte hij samen met Willem van Drecht het Haags Centrum voor Actuele Kunst op. Samen met Bander van Ierland richtte hij in 1997 onder het directeurschap van Bob Bonies een digitale werkplaats op de Vrije Academie te Den Haag. Vanaf 2011 had hij een relatie met dichter en schrijfster Anne Borsboom met wie hij ook samenwerkte en won twee dichtersprijzen in Amsterdamse dichterswereld bij Eijlders en Pomgedichten.nl. In 2021 werd hij onterecht beschuldigd van Plagiaat, maar werden de dichtersprijzen toch ongedaan gemaakt, hetgeen een rel veroorzaakte in de Haagse kunstenaarswereld.

## Werk
Sinds 1985 werkt Sjardijn aan een project dat gebaseerd is op het concept A Line in outer space, visible from earth with the naked eye at clear nights. De eerste statements en werken toonde hij in 1986 in het Gemeentemuseum Den Haag, met parallel daaraan in Omniversum een animatie onder de titel Leeg Vierkant 1986. Dit werk vervaardigde hij samen met de astronoom Willem Bijleveld op de planetariumcomputer Digistar van Omniversum.
Sjardijn werkte vanaf 1970 samen met de Franse Group Ludic aan de realisering van vier speeltuinen (Buiteltuinen) in opdracht van warenhuis De Bijenkorf. Daarna richtte hij de Werkgroep Speelbouw op ter ontwikkeling van een aantal moderne speelgelegenheden. Met Hans Koetsier, Peer van Houwelingen en Nout Visser realiseerde hij een ruimtelijk kunstwerk in Zoetermeer. Na die periode rond 1973 wijdde hij zich voornamelijk aan het schilderen. Vanaf 1984 raakte hij geïnteresseerd in gewichtloze sculptuur.
Op de Technische Universiteit Delft experimenteerde hij onder leiding van prof. dr. ir. Erik Jansen en ir. Jouke Verlinden met een Head Mounted Display van virtuallity verbonden met een tactile force feedback dataglove. Vanaf de komst van het internet onderzoekt Sjardijn de mogelijkheden van interactieve virtual reality over het internet.
In samenwerking met de TU Delft verbeeldde hij animaties en verkende hij de eerste ontwikkelingen op het gebied van virtuele werkelijkheid, 3D-printtechnieken en robotica. In 2000 ontwikkelde Sjardijn voor het Groninger Museum een eerste Interaktief Museum. Met een "Live-beurs" van Mondriaan Fonds ontwikkelde Sjardijn van 2010-2014 de interactieve installatie Elements. Met behulp van een head-mounted display en Dataglove creëerde hij zijn Weightless Sculptures.
Vanaf 2011 wijdt Sjardijn zich opnieuw aan het schilderen. Sjardijn werkte sinds 2012 samen met zijn muze en model Anne Borsboom. Naast zijn werkend lidmaatschap van Pulchri Studio is hij werkend lid van de afdeling Letteren, Theater en Film van de Haagse Kunstkring. In 2018 begon hij aan het virtualrealityproject Black Box.

## Prijzen
- Gerrit Jan Thieme prijs (1967)

## Werkbeurzen en stipendia
- Vrijvrouwe van Renswoude beurs
- Diverse stipendia en werkbeurzen van het ministerie van CRM
- Diverse Werkbeurzen en Projectsubsidies van Het Fonds voor de Beeldende Kunsten Vormgeving en Bouwkunst

## Publicaties
- Over gewichtloosheid, Thomas van Putten, DECORUM Rijksuniversiteit Leiden, jaargang VII nr. 3 (1989)
- Micro revolutie in de marge, Martin Sjardijn, DECORUM Rijksuniversiteit Leiden, jaargang VII nr. 4 (1989)
- Over beeldvorming in de electronische ruimte, Andere Sinema nr. 104 (1991)
- Groninger Museum Magazine (2005)
- Pulchri magazine, een interview (2008)
- The Art of Nietzsche, A Journey NL/ENG, met interview van Martin Sjardijn door Anne Borsboom (2011)
- AR[t] Digital technologies and fine art, A complex relationship Martin Sjardijn - ISSH 2211-2481 (2012)
- Woord Beeldt Uit, met Anne Borsboom publicatie Haagse Kunstkring - ISBN 978-90-814510-3-1 (2013)
- Husserls Transcendentale Fenomenologie en Kastrups Analytisch Idealisme in Dialoog (2025) zenodo
- De Synthetische Kracht van Kunst De synthetische kracht van de kunst: Voorbij de binaire gevangenis in een poststructureel tijdperk (2025)
- Taal als het Grote Verhaal in het tijdperk van LLM's  Taal_als_het_Grote_Verhaal_in_het_Tijdperk_van_Grote_Taalmodellen_Een_Filosofische_Verkenning (2025)
- L’Inhumain : Lyotard sur les Juifs, l’Enfantin et la Modernité Technologique Résumé https://zenodo.org/records/15458243 (fr) (2025)
- Vijanddenken en Nationalisme, een Verstrengeling https://www.academia.edu/129433736/Vijanddenken_en_nationalisme_een_verstrengeling (2025)
- Object-Oriented Ontology (OOO) as a Lens for the Development of Artificial Intelligence and the Debate on Robot Consciousness https://zenodo.org/records/15576654 (eng)
- From Aura to Alterity: Virtualization, Ethics, and the Worldview in the Age of VR (Academia.edu 2025)
- Essai Philosophique : Générativité comme Émergence dans les LLM https://zenodo.org/records/15711701 (fr)
- Mater, Pater, and Metaphysical Love: A Philosophical Exploration of Being, Value, and Revolt https://zenodo.org/records/15766123 (eng)
- Transcending Philosophy and Science: A Comparative Study of Plotinus' The One and the Quantum Field https://zenodo.org/records/15863575 (eng)
- De Mater Vrouw Materie, de Pater Man Vader Logos Een Experiment over de Geschiedenis van (Ongelijke) Waarde met Liefde als Brug https://zenodo.org/records/16024439 (nl)
- Mater, Pater, and Metaphysical Love: A Philosophical Exploration of Being, Value, and Revolt https://zenodo.org/records/15766123 (eng)
- Ik Dumpee: https://www.academia.edu/143125477/Ik_dumpee (nl)

## Exposities
- Haags Centrum voor Actuele Kunst, Den Haag 1979-1983
- Galerie Swart, Amsterdam (met Christie van der Haak, Frans Houkes en John McKellar) 1981
- Pictura Dordrecht 1981
- Peter Kattenberg Gallery, New York 1981
- Kunstnernes Hus, Det Poetiske Teater 3, Oslo 1981
- De Lege Ruimte, Brugge 1982
- Omniversum, Den Haag 1986
- Kunstmuseum Den Haag, 1986
- World Wide Video Festival 1996, ISDN 9075018-14-2
- Groninger Museum Interactief 3D project 2000-2005
- Woord Beeldt Uit expositie Tableau met Anne Borsboom, Haagse Kunstkring 2013
- Pulchri Studio, Den Haag 2016
- Haagse Kunstkring, Den Haag 2016
- GlobalGalleryGabriel, Cavron-Saint-Martin 2016-2017
- Moon Gallery, Noordwijk 2019

## Fotogalerij

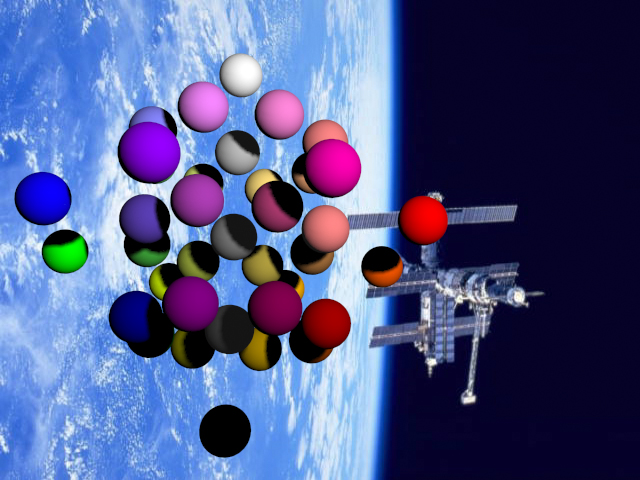
Kleursysteem 1986 - 3D computer animation
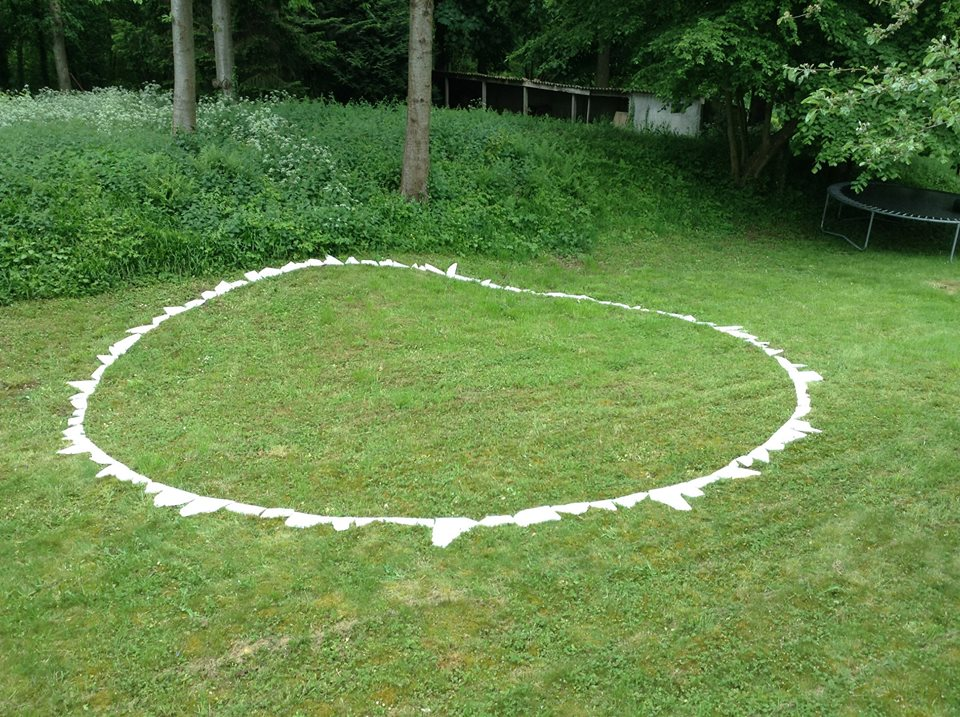
Landart sculptuur, wit marmer Interior/Exterior 2019 courtesy Anne Borsboom (Frévent Fr)
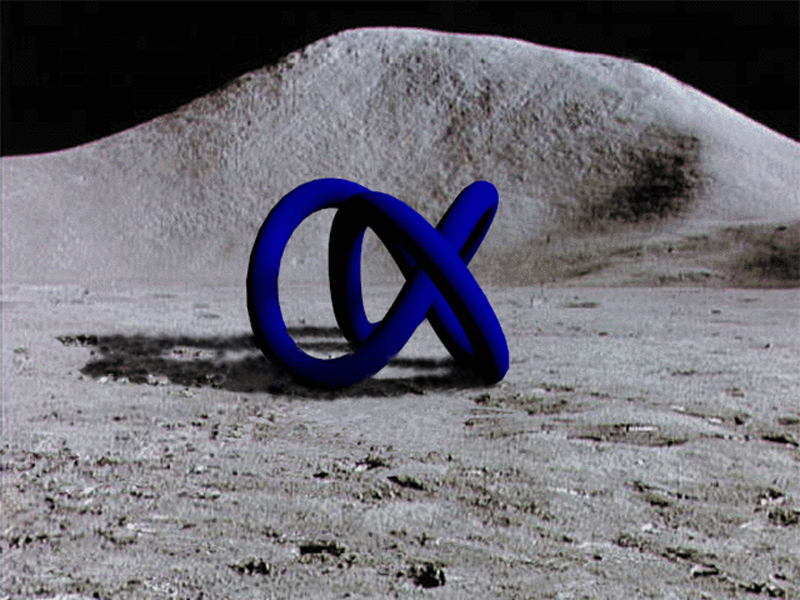
Blauwe Sculptuur voor de Maan - 3D computerwork 1998
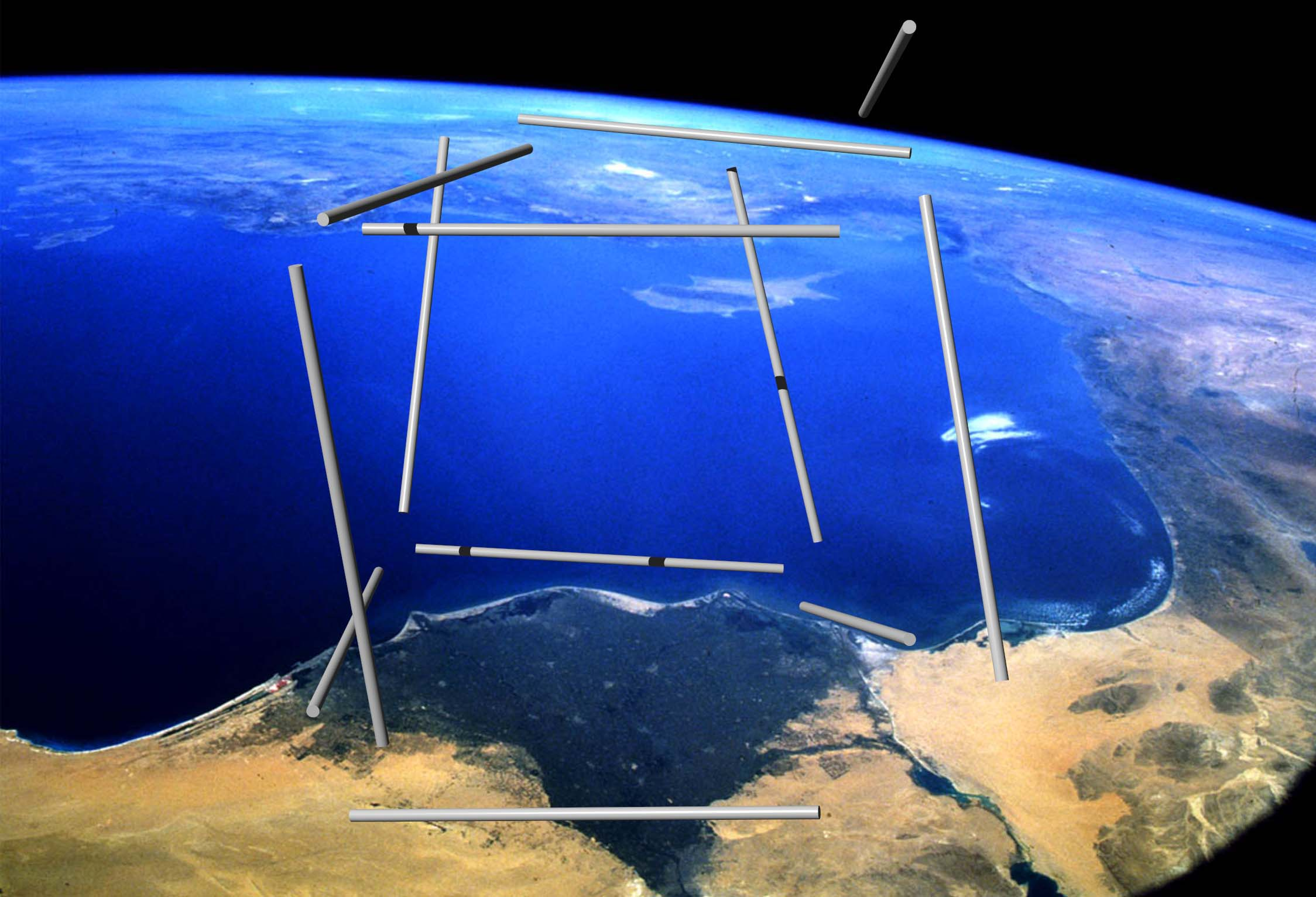
12 Pilars in weightlessness - 3D computerwork 2002
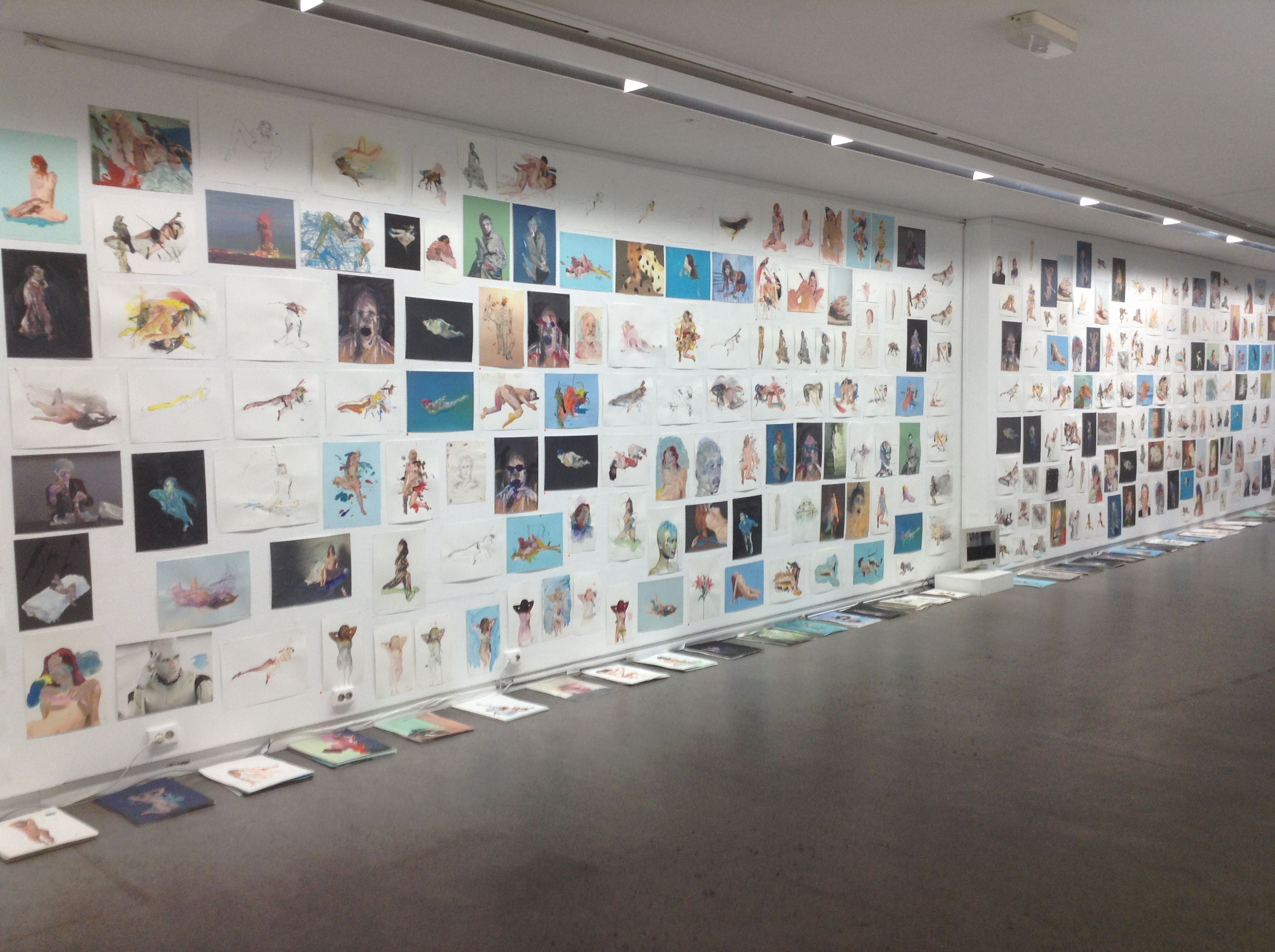
Expositie 1000 tekeningen en aquarellen in de Haagse Kunstkring
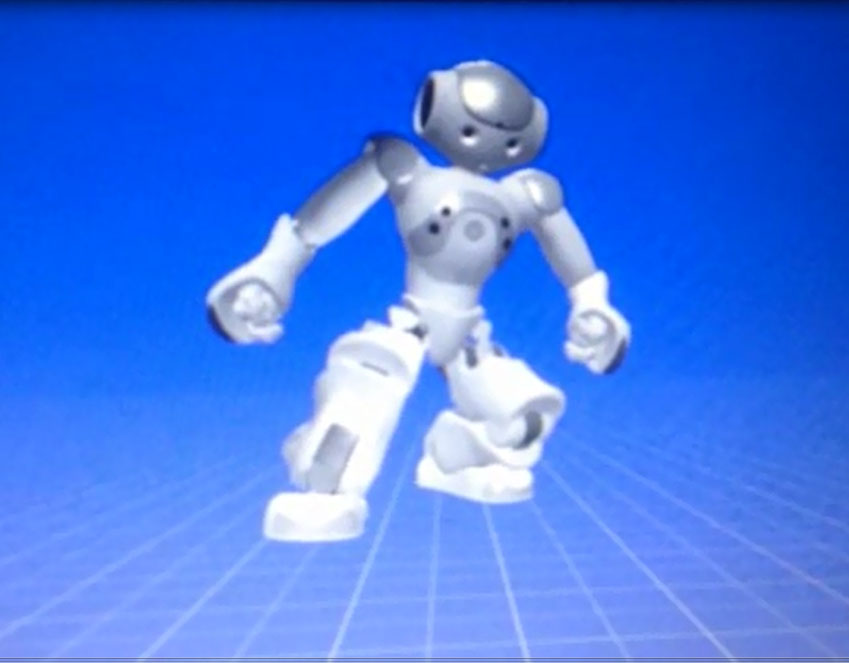
Screenshot Nao Robot Script "Fall and get up again" Pulchri Studio 2018